# Portamento
Portamento (en plural, portamenti) en música es la transición de un sonido hasta otro más agudo o más grave, sin que exista una discontinuidad o salto al pasar de uno a otro. En ocasiones también se utiliza de manera intercambiable con el término anticipación. 
En italiano es un sustantivo que significa literalmente "transporte, cargamento". Se trata de un término musical procedente de la expresión italiana "portamento della voce" que quiere decir "transporte de la voz".

## Como articulación musical
Desde principios del siglo XVII denota una transición vocal o conducción de la voz entre dos alturas y su emulación por los miembros de la familia del violín y algunos instrumentos de viento. Es decir, esta transición sólo se puede ejecutar con la voz, en un instrumento de cuerda como el violín o en un instrumento de viento como el trombón de varas. Actualmente se puede realizar también con sintetizadores.
Este mismo término también se aplica a un tipo de glissando (remedo del italiano que proviene del francés glisser, "resbalar, deslizar"); así como a la función slide "deslizamiento" en los sintetizadores. No obstante, la diferencia entre el portamento y el glissando es que el primero es sólo la unión de dos tonos (contiguos o no) y en cambio el segundo implica la deliberada ejecución de todos los tonos que están en medio.

### En música vocal
A continuación se muestran dos ejemplos diferentes de notación de portamenti en la ilustración siguiente.

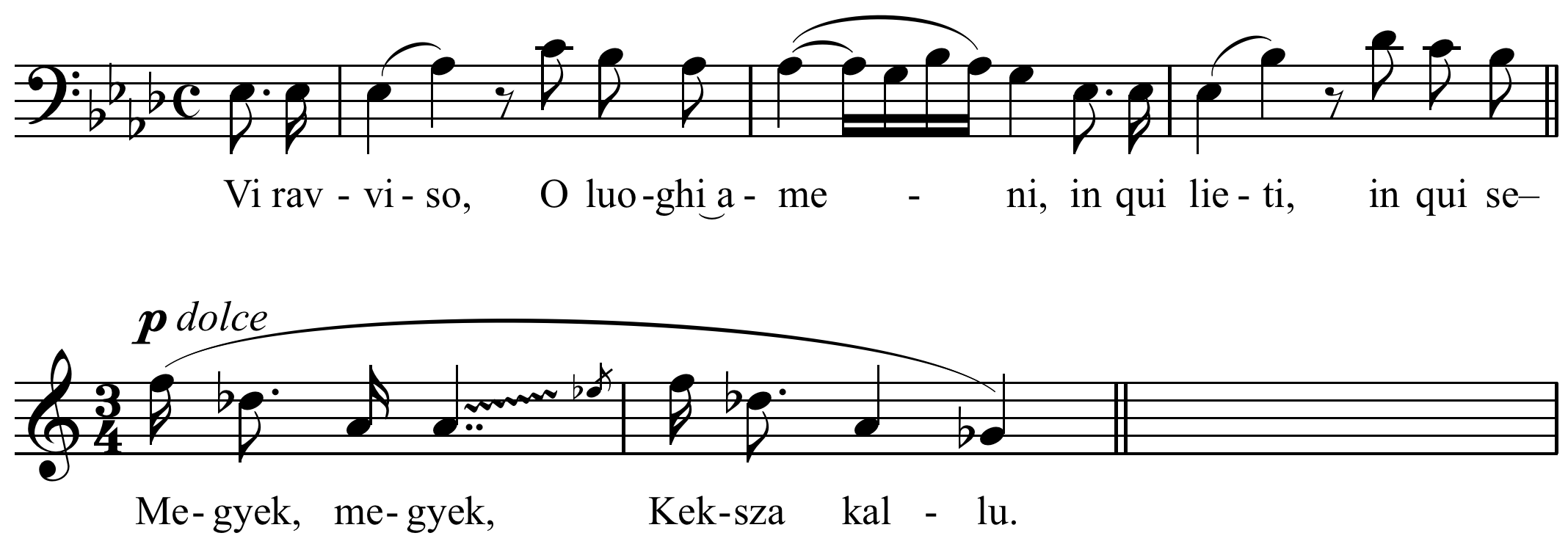
Ejemplos de portamenti.

- En el primer ejemplo, la primera aria de Rodolfo en La Sonnambula (1831) de Vincenzo Bellini, el portamento se indica mediante una ligadura de expresión entre las notas tercera y cuarta.
- El segundo ejemplo, la primera línea de Judit en El Castillo de Barbazul (1912) de Béla Bartók, emplea una notación más explícita. Es inusual que la terminación del fragmento (se muestra como una nota de adorno) no sea de la misma altura que la nota siguiente. Por supuesto, el portamento también se puede utilizar para bajar los intervalos.

Aunque el portamento continuó siendo ampliamente utilizado en la música popular, fue desaprobado por parte de muchos críticos en la década de 1920 y 1930 para el canto operístico por considerarlo como un signo de técnica pobre o bien de mal gusto, una marca de sentimentalismo barato o espectacularidad. Por supuesto, esto no es una crítica válida de un intérprete cuando portamento se especifica explícitamente en la partitura o de otro modo apropiado. Sin embargo, cuando no existe tal especificación, del cantante se espera que sea capaz de moverse resueltamente de nota a nota sin ligaduras de expresión.

### En instrumentos de cuerda
Las técnicas de expresión del portamento utilizadas en la guitarra eléctrica y el bajo eléctrico consisten en unir dos notas desde una más grave hasta otra más aguda desplazando la cuerda de su eje a lo ancho del diapasón. Cuando se desliza el dedo a lo largo del mástil sobre varios trastes arrastrando la nota se trata de un glissando.

## Como adorno musical
En la música del siglo XVI el portamento es una figura de anticipación colocada a contratiempo. El portamento está en consonancia con el intervalo dominante, casi siempre, de agudo a grave. Puede aparecer solo o repetido.
En polifonía vocal esta figura se utiliza normalmente en consonancia, es decir, en armonía con el resto de la pieza musical. El portamento con frecuencia se emplea para enfatizar una suspensión, pero casi nunca como cadencia final.